# Adliges Fräuleinstift Barth

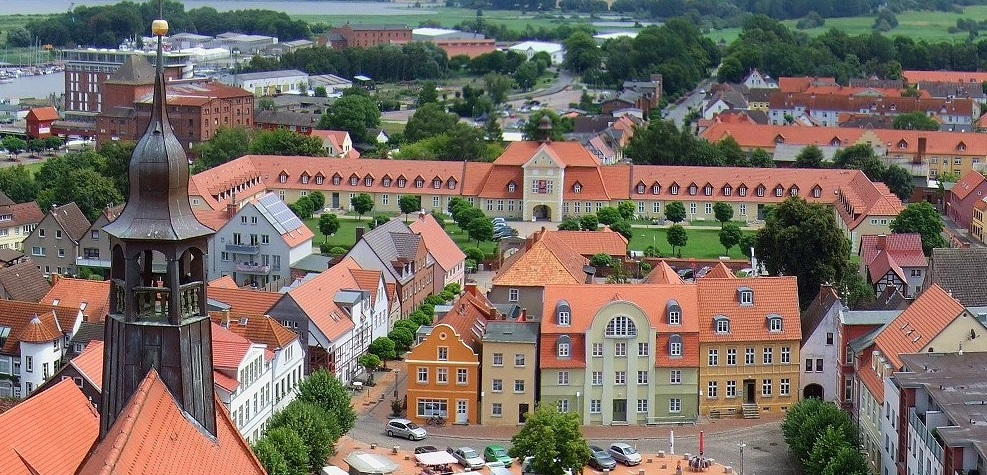
Barth, Blick vom Turm der Marienkirche nach Osten auf die Gebäude des ehemaligen Adligen Fräuleinstifts; davor die östliche Bebauung des Marktplatzes (2011)

Das Adlige Fräuleinstift Barth, auch Kloster Barth genannt, war ein evangelisch-lutherisches Frauenstift in Barth in Vorpommern. Es bestand von 1733 bis 1948. Es entstand auf dem Gelände des früheren Stadtschlosses der Herzöge von Pommern. 
Der als Baudenkmal eingetragene Gebäudekomplex beherbergt heute Seniorenwohnungen sowie Ausstellungs- und Veranstaltungsräume.

## Geschichte

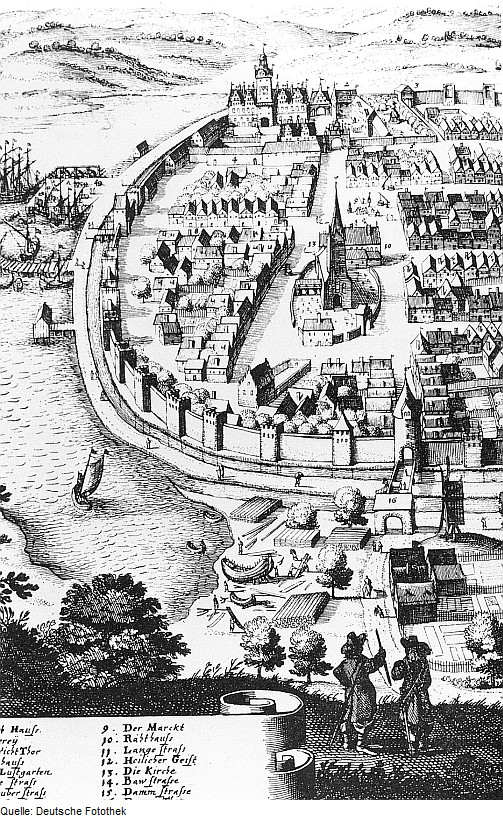
Stadtansicht 1652 mit dem Schloss

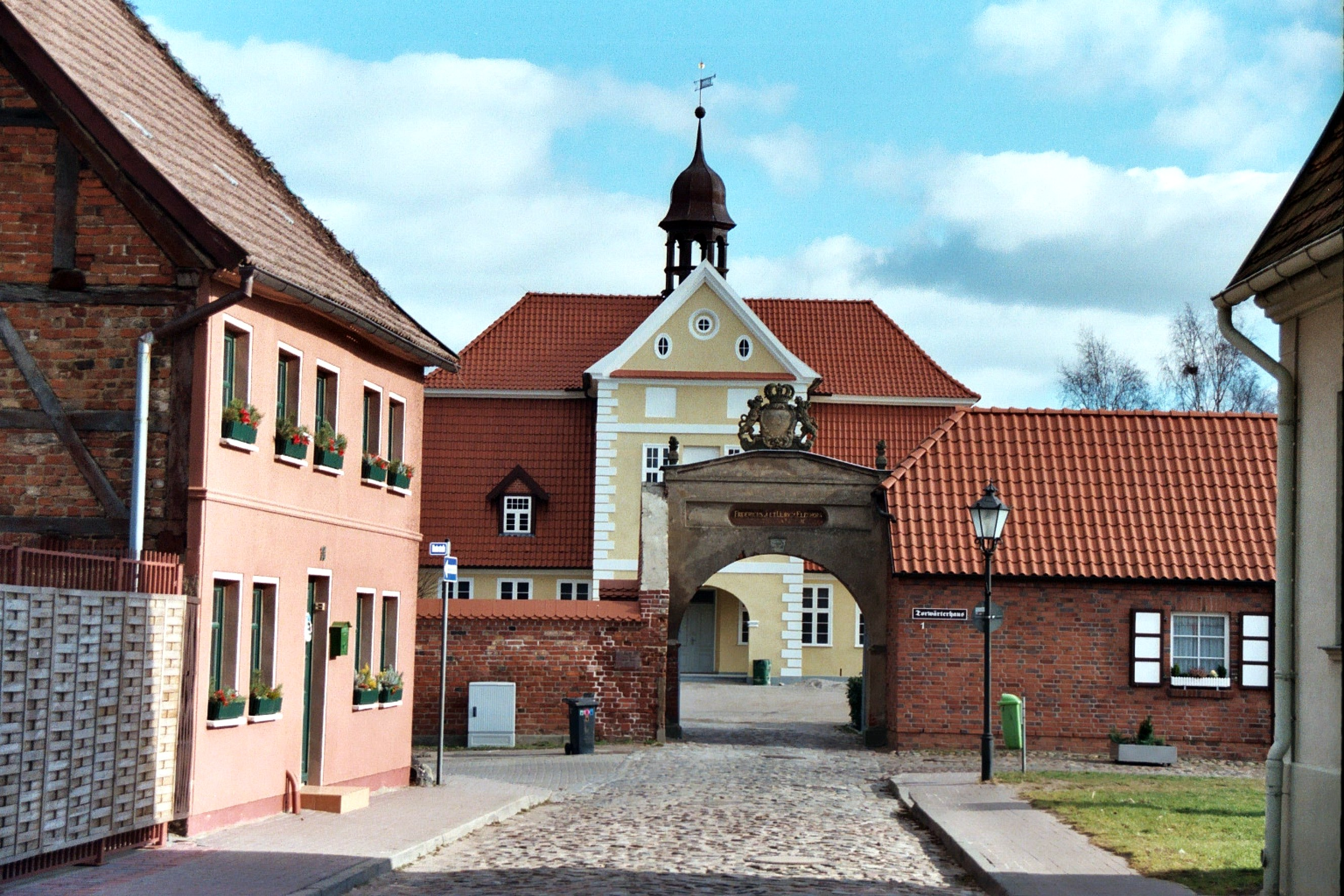
Zugang von der Klosterstraße; rechts das Torwärterhaus (2004)

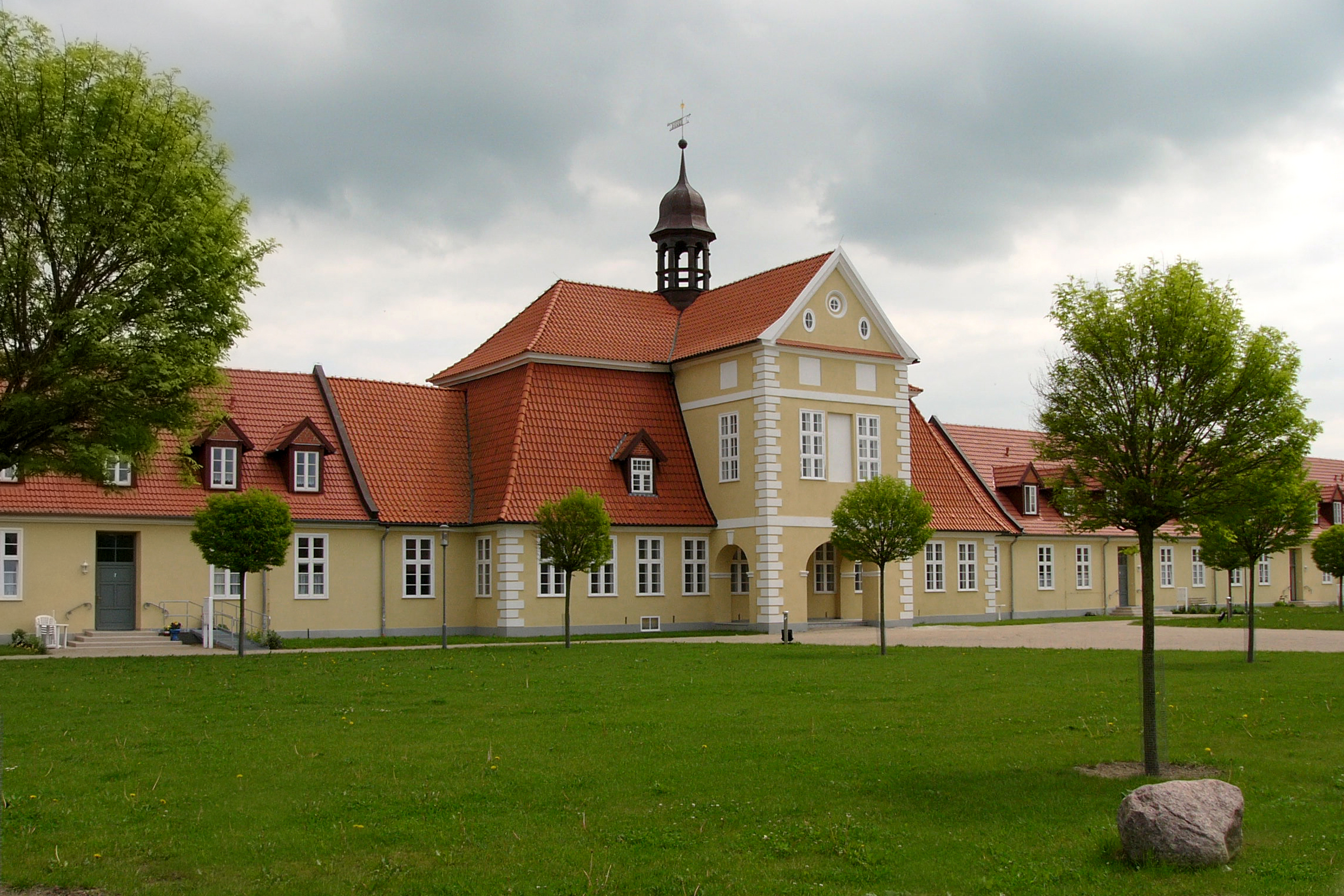
Mittelbau (2005)

Anders als die meisten historischen Damenstifte in Norddeutschland geht die Barther Einrichtung nicht auf ein vorreformatorisches Kloster zurück. Das Barther Fräuleinstift wurde unter schwedischer Herrschaft auf dem Gelände des nach dem Dreißigjährigen Krieg verfallenen Stadtschlosses der Herzöge von Pommern gebaut. Zu diesem Zweck schenkten König Friedrich und Königin Ulrike Eleonore 1726 das Schlossgrundstück der Ritterschaft und dotierten das Stift mit Rechten und Einkünften. Durch Vermittlung des schwedischen Regierungsbeamten Erich Matthias von Nolcken wurden für die Vollendung des Baues ab 1733 auch landesherrliche Mittel zur Verfügung gestellt. 1733 waren die Gebäude fertiggestellt und die ersten Konventualinnen zogen ein.
Das Fräuleinstift diente der Versorgung unverheirateter und verwitweter Frauen des Landadels. Es gab keine Ordensgelübde; die Gemeinschaft konnte, etwa zur Eheschließung, jederzeit verlassen werden. Jedoch ordneten Regeln das Zusammenleben, den Ausgang am Tage, die Urlaubszeiten sowie Gebet und Gottesdienst. Jede Stiftsdame hatte eine Wohnung mit vier Räumen und ein Stück Garten zur Eigennutzung. 1840 lebten 15 Damen im Kloster. Vertreterin nach außen war die Priorin, 1874 Adelheid von Falkenstein. Die Einrichtung stand unter dem Kuratorium evangelischer Gutsbesitzer aus dem Landadel. So war u. a. Achim von Voß-Wolffradt auf Lüssow Ende des 19. Jahrhunderts Kurator des Stiftes.
Als Folge des Zweiten Weltkriegs wurde das Stift 1948 aufgehoben. Letzte Priorin war die Germanistin Katharina von Hagenow. Gebäude und Besitz fielen an die Pommersche Evangelische Kirche und 1974 an die Stadt. Die letzte Konventualin zog 1978 aus. Mehrere Gräber von Stiftsdamen finden sich noch auf dem Barther Friedhof. In den Gebäuden war zeitweilig ein Kindergarten untergebracht. 2001 erfolgte eine denkmalgerechte Sanierung und Herrichtung für Wohn- und kulturelle Zwecke.

## Gebäude
Das ehemalige Schlossgrundstück am Nordostrand der historischen Altstadt ist ein langgezogenes Rechteck in Nord-Süd-Richtung. Der barocke Stiftsbau lässt die Westseite frei. Dort befindet sich neben dem Torwärterhaus das Eingangstor von der Klosterstraße her, die zum Marktplatz und zur Marienkirche führt. Das Portal trägt außen die Inschrift FRIDERICUS I ET ULRICA ELEONORA / REX ET REGINA SUECIAE („Friedrich I. und Ulrike Eleonore, König und Königin von Schweden“) und darüber eine Reliefskulptur des Reichswappens von Schweden. Innen ist zu lesen: NON ERIT IMPROLES STIRPS REGIA NAM PIETATIS HIC FOETUS SUPEREST RELIGIOSA DOMUS („Nicht ohne Nachkommen wird der königliche Stamm sein, denn als Frucht der Frömmigkeit besteht hier das klösterliche Haus“) mit der Jahreszahl 1741.
Das dreiflüglige, langgezogene, schlossähnliche Stiftsgebäude wird beherrscht vom Mittelbau an der Ostseite mit Mansarddach, beidseitigem hohem, giebelbekröntem Mittelrisalit und Laterne. In dessen Obergeschoss befand sich die Stiftskapelle.